# Carioferina
Les carioferines, en anglès: Karyopherins, són un grup de proteïnes implicades en el transport protic de molècules entre el citoplasma i el nucli cel·lular, de les cèl·lules eucariotes. L'interior del nucli s'anomena carioplasma (o nucleoplasma). Generalment el transport mediat per carioferines ocorre a través del porus nuclear La majoria de les proteïnes requereixen les carioferines per travessar el porus nuclear.
Les carioferines poden actuar com importins (és a dir ajudant les proteïnes a entrar al nucli) o exportins (és a dir, que ajuden les proteïnes a sortir del nucli). Pertanyen al The Nuclear Pore Complex Family en la classificació transporter classification database (TCDB).

## Gens humans en la família carioferina
- KPNA1
- KPNA2
- KPNA3
- KPNA4
- KPNA5
- KPNA6
- KPNB1
- CRM1

## Imatges addicionals

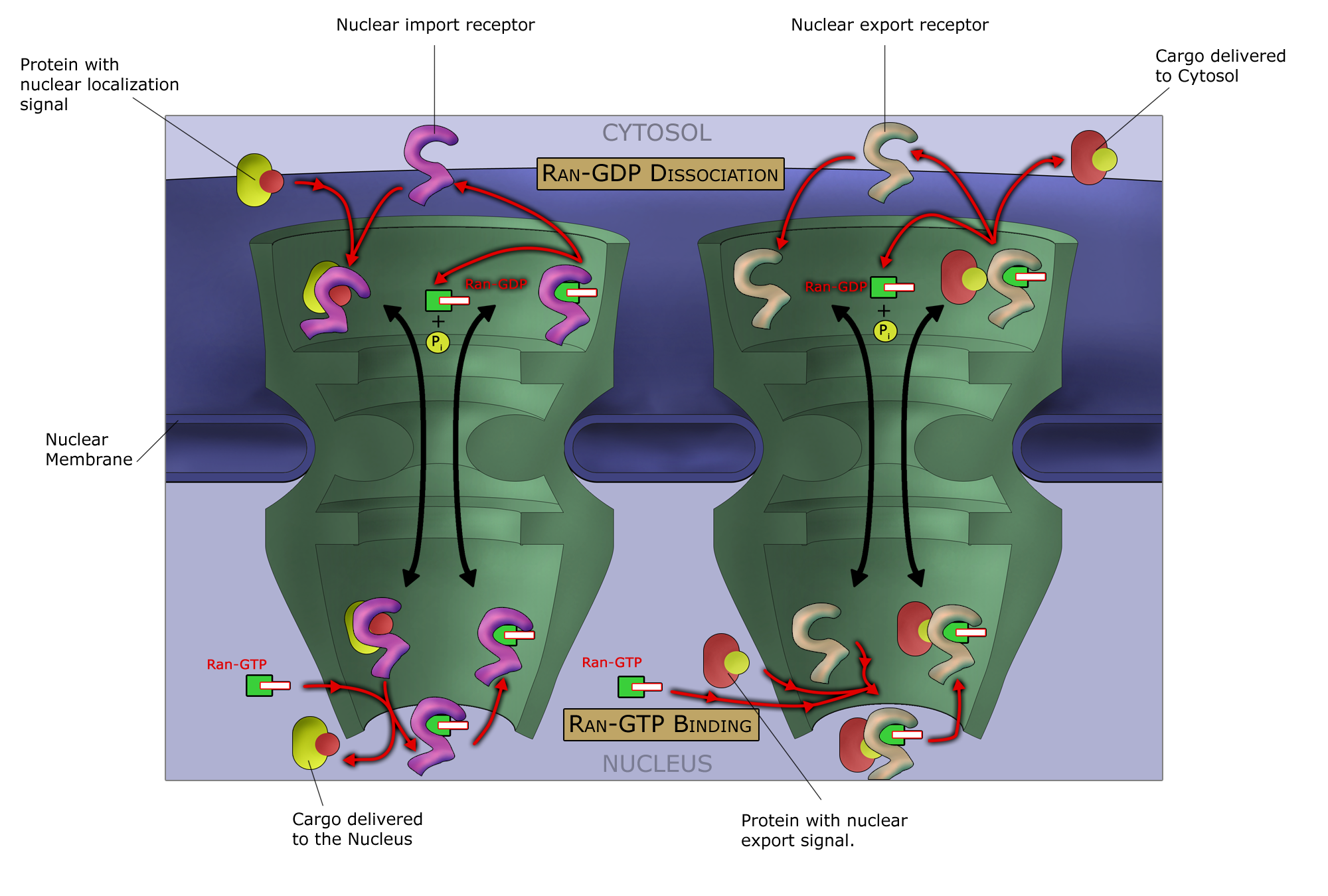
El cicle Ran-GTP